# Оппенгеймер. Триумф и трагедия Американского Прометея
«Оппенге́ймер. Триу́мф и траге́дия Америка́нского Промете́я» (англ. American Prometheus: The Triumph and Tragedy of J. Robert Oppenheimer) — биографическая книга американских писателей Кая Берда и Мартина Шервина, впервые опубликованная в 2005 году и получившая Пулитцеровскую премию за биографию или автобиографию. Рассказывает об американском физике, под руководством которого во время Второй мировой войны была создана атомная бомба. Книга стала литературной основой сценария художественного фильма Кристофера Нолана «Оппенгеймер» (2023).